# 고지대관박쥐
고지대관박쥐(Rhinolophus hillorum)는 관박쥐과에 속하는 박쥐의 일종이다. 카메룬과 기니, 라이베리아 그리고 나이지리아에서 발견된다. 자연 서식지는 아열대 또는 열대 기후 지역의 습윤 저지대 숲과 습윤 산지 숲, 동굴 그리고 지하 서식지이다. 서식지 감소로 위협을 받고 있다.

## 특징
보통 크기의 박쥐로 전체 몸길이가 94~112mm, 전완장이 52~57mm, 꼬리 길이가 30~41mm이다. 발 길이는 12~14mm이고 귀 길이는 21~24mm, 몸무게는 최대 25g이다. 길고 부드러우며 보슬보슬한 털이 덮여 있다. 등 쪽 털은 갈색부터 회색빛 갈색까지 다양한 반면에 배 쪽은 좀더 밝은 색을 띤다. 귀는 비교적 짧고 잎코는 짧고 좁은 피침형 모양이다.

## 생태
굴과 탄광 다리 밑에서 다른 종과 함께 작은 무리를 지어 은신한다. 낮 동안에 높은 고도에서 무기력 상태로 지낸다. 먹이는 곤충이다. 1월말에 새끼를 밴 암컷이 포획된다. 한 번에 한 마리의 새끼를 낳는다.

## 분포 및 서식지
나이지리아 남서부와 카메룬 서부, 라이베리아와 기니 사이의 국경을 따라 널리 분포한다. 남수단에서 포획되는 종도 고지대관박쥐이다. 해발 1,400m와 1,950m 사이의 산지림에서 서식한다.